# بوشو أقنف
بوشو أقنف (الاسم العلمي:Agathosma decurrens) هو نوع من النباتات يتبع جنس البوشو من الفصيلة السذابية.